# Amélie Murat
Pour les articles homonymes, voir Murat.
Amélie Murat, née le 19 décembre 1882 à Chamalières et morte le 8 mars 1940 à Clermont-Ferrand, est une romancière et poète française.

## Biographie

### Parenté
Laure Marie Amélie Murat est née à Chamalières et est morte à Clermont-Ferrand, dans le quartier de Montferrand.
Georges Desdevises du Dezert écrit : « M. Murat, son père, était d'origine paysanne. Sa mère, une demoiselle Filz, était arrière-petite-fille d’un préfet de l'Empereur. »  La grand-mère d'Amélie, G.-A. Filz (1821-1903), « une femme très instruite, assez bas-bleu », est la fille de Toussaint Danse,,, percepteur, issu de Claude VII Danse de Boisquenoy (1744-1835), écuyer, conseiller et secrétaire du roi, maison et couronne de France près le Parlement, marié dans l'Aisne à Geneviève Hélène de Grobignac.

### Enfance et jeunesse
Amélie Murat naît dans une vieille maison du vieux Chamalières. Elle a une sœur, Jeanne, de deux ans son aînée. Elle perd sa mère à quatorze mois, puis son père à quatre ans ; élevée par sa grand-mère maternelle, elle étudie avec sa sœur au Couvent Notre-Dame de Chamalières. Desdevises du Dezert rapporte qu'Amélie Murat est une élève moyenne mais qui apprécie tellement la poésie qu'elle devint « le poète ordinaire du pensionnat, célébrant les fêtes et les anniversaires ; les compliments aux autorités ecclésiastiques lui étaient confiés ».
« Car à la verité les Poëtes sont sacrez, et ont quelque chose de divin en eux, que le reste du peuple n’a pas, mesme que selon la verité, l’on dict que le Poëte naist poëte. » — Pierre de Laudun d'Aigaliers, L’Art poétique françois, Paris.
Elle quitte l'école en 1898, à l'âge de 16 ans, sans diplôme et, pendant dix ans, se forme seule par ses lectures, notamment Verlaine, Rimbaud et Samain dont l'influence profonde se remarquera dans son œuvre. Et elle écrit. À dix-neuf ans, elle fait plusieurs voyages avec sa sœur et sa grand-mère, d’abord à Lyon et en Suisse, puis sur la Côte Basque. À 21 ans, elle perd ses deux grand-mères. Malgré une jeunesse assombrie par des deuils successifs, Amélie Murat exprime son espoir en la vie dans ses premiers recueils, et dépeint la nature de son pays telle que sa souche paysanne paternelle la ressent - sans l’idéaliser ; même si poètes et critiques décelèrent du Lamartine dans ses premiers recueils. Le journal Le Temps évoque même une hérédité de sa famille avec celle d'Alphonse de Lamartine.
Climat grand parental maternel d’Amélie Murat
Une circonstance datant de juste avant la Révolution rapproche les deux familles, la grand-mère maternelle du grand poète tout comme le bisaïeul paternel d’Amélie ayant chacun la charge d’éduquer les deux fils ainés de Philippe Egalité au Palais-Royal. La première, de 1773 à 1779 : Madame Desroys, née Marguerite Gavault, mère d’Alix de Lamartine ; le second entre octobre 1783 et 1789 : François Etienne Filz, (beau-frère d'Étienne Bézout).  Lamartine, de ce fait, est resté proche des descendants Filz ; veuve à 35 ans de Louis Etienne Filz, Laure Gémeau — sœur du  général  Gémeau et mère de deux enfants de 17 et 10 ans — devint l’épouse de Fortuné Leydet avec qui le poète partageât une amitié des plus solides au Parlement. « Voyez le général Leydet, mon excellent ami » écrit-il au comte Guigue de Champvans. Prévu pour être témoin de Lamartine dans un duel avec M. Thiers,, de Laidet était en effet, un vaillant : André Castelot écrit dans son Napoléon III « On admire la belle résistance du général Leydet, qui montre dans cette circonstance [Coup d'État du 2 décembre 1851] une énergie morale qui avait survécu à l'affaiblissement de ses forces physiques ».
Plus près de la petite orpheline de 14 mois qu’était Amélie, sa grand-mère maternelle, Adélaïde Geneviève Robertine Filz, née Danse, elle-même cousine de Jean Charles Gabriel Danse était très lettrée. Elle l’éleva. À son décès, Amélie avait 20 ans — largement le temps pour l'enfant prodige en poésie de s'affirmer à son contact. « Dans Le Poème de l’eau (Livre de poésie, p. 9) Amélie Murat fait parler le lac et rappelle explicitement Lamartine : Je suis, − conte le Lac − le miroir romantique / embué par la fraîche haleine du matin […]. Le rayonnement du poète familier brillait. La tante d’Amélie, sœur de sa mère, Marie Sahutié, née Filz (1880-1966) — secrétaire du  Comité lamartinien de Paris dirigé par Georges Maurisson — a légué aux bibliothèques (municipale et universitaire) de Dijon tous les documents et livres qu’elle avait rassemblés pendant 40 ans par attachement pour l'ami passionnant, proche de son grand-père par alliance. Le «penser» du célèbre écrivain s’est donc transmis en patrimoine, et ce, jusqu’à l'Auvergnate du Puy de Dôme, comme la nomme Robert Sabatier.
« Avec le temps, la poésie d'A. Murat mûrit et atteignit une forme bien personnelle ».

### Milieu littéraire parisien
L’affection qu'elle porte à sa sœur est réciproque. Très attachées à leur Auvergne natale, elles conservent un appartement à Chamalières tout en séjournant chaque année à Paris chez leur oncle,. Avide de lire, Amélie Murat est particulièrement attirée par la poésie du Belge Georges Rodenbach, de l’Italien Gabriele d'Annunzio et de l’Indien Rabindranath Tagore. Elle s'installe à Paris à 20 ans et commence à fréquenter des cercles littéraires, où elle rencontre des personnalités comme Henri de Régnier et Pierre de Nolhac. En 1907, elle remporte le prix Femina. Elle est alors considérée comme pensive et distinguée, et a lu Huysmans et Pascal. L'année suivante, des poésies d'elle sont lues en public par des actrices de la Comédie Française. Appréciée, l’œuvre d'Amélie Murat trouve facilement un éditeur, et en 1908, à vingt-six ans, elle publie son premier recueil de vers, D’un cœur fervent, chez Sansot. S’y dessinent les courants que suivra l'esprit du poète durant toute sa vie. Dans la forme parnassienne, livrer — avec lyrisme et musicalité symbolistes — la pensée génératrice de ses poèmes en termes recherchés.
Amélie Murat et sa sœur vendent leur maison de Chamalières pour s’installer dans le quartier de Passy, un petit appartement au 7 rue Lekain. À la suite de la publication de son second recueil Le Livre de poésie en 1912, les écrivains Pierre de Bouchaud, Frédéric Plessis et Camille Gandilhon Gens d'Armes l’introduisent dans les milieux littéraires parisiens ; elle est membre du comité de La Veillée d'Auvergne de Paris, participe sur invitation aux matinées poétiques, dîners et thés littéraires,. Elle côtoie Hélène Picard, Charles Grandmougin et Juliette Adam, chez qui elle rencontre Maurice-Pierre Boyé, avec qui elle noue une amitié qui durera jusqu'à sa mort. Dans les années 1920, Amélie Murat tient un salon dans son appartement, rue Lekain, où se retrouvent Maurice-Pierre Boyé, Marie-Louise Vignon, Henriette Charasson, Geneviève Duhamelet, Herminie de La Brousse de Verteillac, Isabelle Sandy, André Foulon de Vaulx, André Dumas, Ernest Prévost, Camille Gandilhon Gens d'Armes et Georges-Louis Garnier, ainsi que le docteur Jean Heitz, père de Georges Heitz, directeur de L'Ermitage,.

### Royat
Amélie Murat partage son temps entre Paris et l’Auvergne à laquelle elle reste très attachée. « Les deux sœurs revenaient chaque année passer la belle saison à Royat dans une toute petite maison à demi-cachée, sous les roses, près de l'école communale. [Amélie Murat] aimait vagabonder par les bois de la Pauze et du Creux d'Enfer, à s'asseoir dans l'herbe le carnet et le crayon à la main ». À Royat, elle retrouve des connaissances : Paul Hazard, Gabrielle Reval et Fernand Fleuret. Durant la saison thermale, elle y tient une librairie, La Plume d’or, créée en 1926 à son intention par le romancier Jean Ajalbert, et financée par Auguste Rouzaud, fondateur à Royat de la chocolaterie La Marquise de Sévigné. Située dans le parc thermal du Haut-Royat, cette boutique contenait au rez-de-chaussée les œuvres d'auteurs auvergnats contemporains et autres,. Quelques dames de la société clermontoise s'indignent de voir Amélie Murat se faire marchande et ne la reçoivent plus que le matin. La poétesse continue cependant à tenir sa librairie pendant la saison thermale. À la faveur de la renommée nationale et internationale de la station et bénéficiant de la fidélité et de l’admiration de ses relations parisiennes, Amélie Murat convertit rapidement ce lieu en un véritable salon littéraire qu’elle anime de la même façon que chez elle à Paris, et où se rencontrent entre autres Maurice Barrès, le cardinal Alfred Baudrillard, Pierre de Nolhac, et Jean Ajalbert, Maurice Maeterlinck, Paul Bourget, Henri Pourrat et Anna de Noailles.

### Dernières années
Pendant la Grande Guerre, les deux sœurs Murat restent à Paris, mais à la fin du conflit, Amélie attrape la grippe espagnole. Dès lors, sa santé ne cesse de se dégrader. En 1920, une déception amoureuse marque la poétesse. Elle perd sa sœur, âgée de 46 ans, quelques années plus tard. Amélie Murat vit alors dans la pauvreté,. Puis, à la suite d'une congestion pulmonaire survenue en 1933, elle passe ses derniers hivers à Vence dans le Midi. Les gens de lettres[Lesquels ?] se montrent généreux pour la malade et lui facilitent le séjour là-bas sans alarmer sa fierté. Sentant ses forces décliner, elle écrit Le Chant de la vie (1935), Du Bonheur quand même (roman resté inédit) et Vivre encore (1937). Maurice-Pierre Boyé écrit : « N’est-il pas en effet, significatif et poignant, dans un tel état de chose, d'âme et de chair, que ses derniers recueils s'intitulent ainsi et qu'elle ait donné à son dernier recueil posthume, édité par le fidèle Charles Forot, cet axiome goethien : Poésie, c'est délivrance ? ». En 1938, son état de santé s'aggrave et elle interrompt ses travaux. Hospitalisée à Durtol puis dans une clinique de Montferrand que dirige une de ses amies d'enfance, elle y meurt le 8 mars 1940, à 58 ans. Elle est inhumée au cimetière de Chamalières près de ses grands-parents paternels, de ses parents et de sa sœur Jeanne. Henriette Charasson et Marie-Louise Vignon, une de ses plus fidèles amies, écrivent des articles en son hommage dans la presse. 

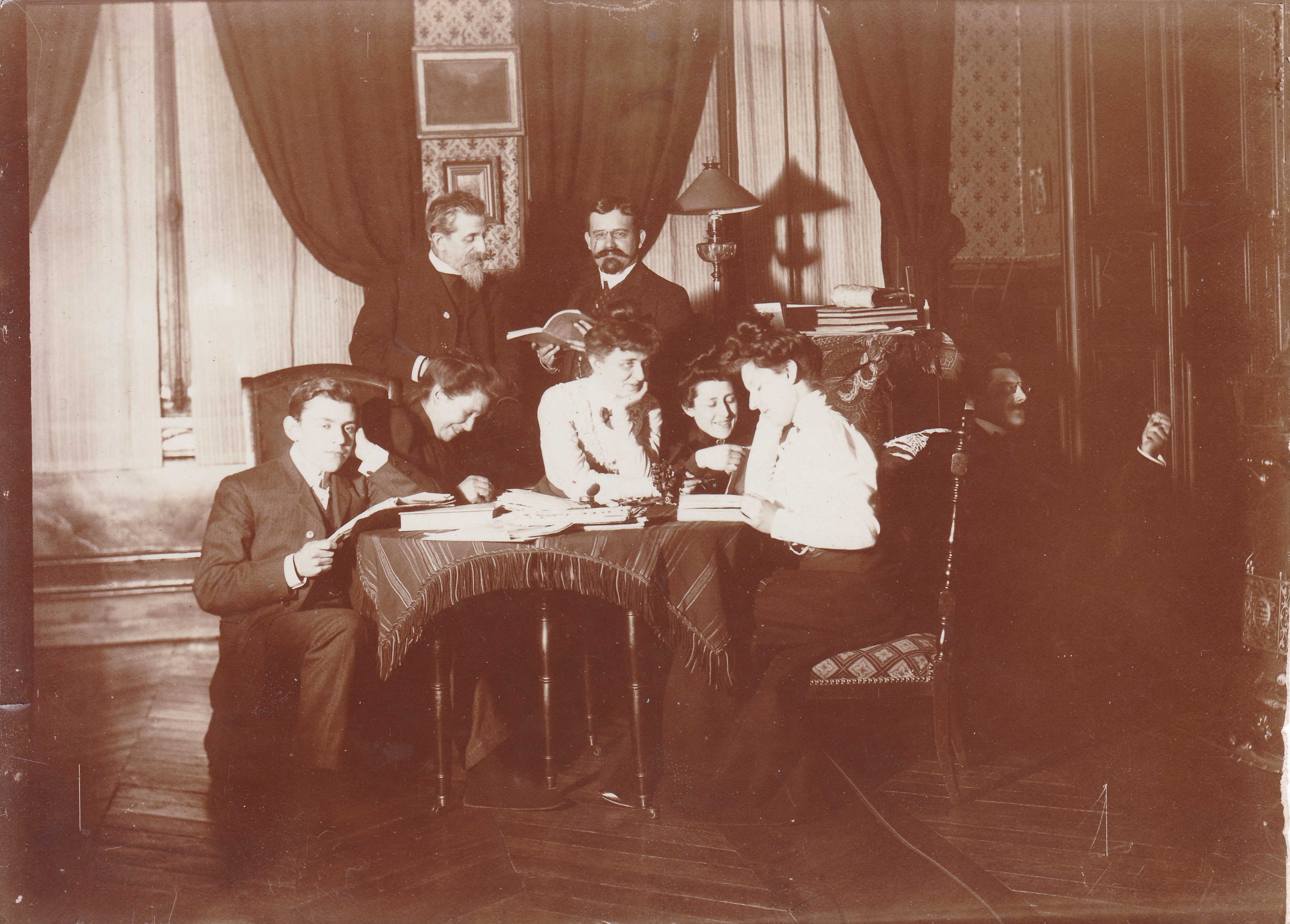
Paris 1906. Amélie Murat (à droite), en face de sa sœur Jeanne. A Paris, rue du Jour, chez leur oncle maternel, Robert Filz, et son épouse née Jacquin. Entre elles deux, leur tante Marie Filz qui épousera Gaston Sahutié. À gauche, leur cousin Jean Filz. Ils sont en compagnie du lieutenant de vaisseau Hippolyte Violette (lorgnon), futur amiral, cousin germain de Mme Robert Filz.

## Postérité
Une association, le Cercle Amélie Murat, a fait réaliser son buste par une sculptrice en 1956. Il est aujourd'hui situé dans le Parc Thermal, à Chamalières. La médiathèque de Chamalières porte son nom. Le prix Amélie-Murat, décerné par la ville de Clermont-Ferrand, récompense chaque année un recueil poétique.
En 1987, une sélection de poèmes d'Amélie Murat est rééditée dans une Anthologie publiée par le Cercle Amélie Murat. Cet ouvrage est préparé par Aurore de Roquefeuil et Marie-Thérèse Sart et illustré par Janine Le Fauconnier.
En 2025, une nouvelle anthologie paraît aux éditions La Pandore Quantique intitulée Anthologie poétique de la Dame de Chamalières. Cet ouvrage est préparé par Oriane Chevalier, Paolo Dias Fernandes et Yvan Daniel qui sont rattachés au Centre de Recherche sur les Littératures et la Sociopoétique (CELIS) de l'Université Clermont-Auvergne.
Dans sa préface, Yvan Daniel qualifie Amélie Murat de "poétesse maudite", en référence à la formule de Paul Verlaine. en raison de sa vie marquée par des drames personnels et des drames collectifs : « Endeuillée dès l'enfance, sans grande fortune et parfois même réduite à la pauvreté, malheureuse dans ses amours et dans les affres de la solitude, aux prises de rapports contrariés et tourmentés avec le sentiment religieux et l'idée de Dieu, Amélie Murat voit ses malheurs personnels s'amplifier dans les malheurs collectifs de la Grande Guerre puis dans l'épidémie de la « grippe espagnole.» ». Par ailleurs, concernant le style littéraire de l'autrice, Yvan Daniel approfondit cette idée de malédiction à travers plusieurs références : « Entre des poésies naïvement religieuses qui rappellent le style sulpicien, l'expression révoltée des violentes imprécations d'un Job au féminin, ou les douces réminiscences bucoliques de Virgile, c'est une vie intérieure tout en tensions, en oxymores et en paradoxes qui se révèle et pointe une ultime « malédiction », plus spirituelle et plus profonde encore. »
Sur le plan universitaire, l’œuvre d'Amélie Murat fait l'objet de diverses recherches, comme l'atteste la journée d'étude organisée le 6 décembre 2024 par l'Université Clermont-Auvergne intitulée « (Re)découvrir la poétesse Amélie Murat ». Au cours de cette journée, plusieurs chercheurs et chercheuses en littérature ont ainsi donné des conférences sur son œuvre et sa place dans la littérature française.

## Distinctions
Lauréate du concours Femina 1907, tournoi annuel de poésie organisé par la revue Femina, créée en 1905 par l'éditeur Pierre Laffite, les prix se succèdent. Son recueil Bucoliques d'été a été couronné du prix François-Coppée de l’Académie française en 1921 ; Chants de minuit et Le Chant de la vie ont reçu le prix Jules-Davaine de l'Académie française en 1926 et 1935. En 1930, pour Solitude, ce fut le prix Jean-Moréas. La Société des gens de lettres lui décerna en 1922, le prix Alfred de Musset pour son roman La Maison heureuse et en 1935 le prix de la Fondation Henri Bergson pour l'ensemble de son œuvre, prose et poésie,. Admise à la Société des poètes français en janvier 1910, parrains Auguste Dorchain et André Foulon de Vaux
Décoration
- Chevalier de la Légion d'honneur (1932)[56].

## Regards sur l'œuvre
Robert du Corail, dans le Bulletin historique et scientifique de l'Auvergne 1932, s'exprime ainsi :

« L'originalité de l’œuvre d'Amélie Murat sera donc moins la beauté de la nature qui la séduira à la façon d’Anna de Brancovan, comtesse de Noailles, que le tableau d’une intimité où son cœur puisse se fixer et s’épanouir. Un hymne à la terre natale est une exception dans son œuvre. On l’y découvre avant tout elle-même, analysant les nuances de ses émotions et les ferveurs de ses tendresses. Qu’ils soient des cris de douleur ou des chants d’apaisement, ils marquent le sceau de sa destinée. Une pensée dominante se dégage de l’œuvre de Mlle Amélie Murât : la recherche de l’amour absolu et du bonheur qui fuit. Désir, ferveur, regret, c’est elle tout entière. À la joie éphémère, elle espère cependant parfois qu’une autre joie plus durable succédera enfin, et c’est en Dieu qu’elle voudrait la chercher. Sa poésie très humaine est émouvante. Attentive à la beauté de la forme, elle évite les extravagances de style et les mystères de l’inintelligible. Elle dit et touche juste en gardant toujours un sens profond de l’art. »

Amélie Murat, que la nature avait créée mince et fragile, est une écrivaine prolifique et touche-à-tout : poésies, romans, critiques, conférences ; « c’est comme poète qu’elle a conquis sa place dans le monde des Lettres » — G. Desdevises du Dézert.
« Un talent sûr, personnel, une haute inspiration, une gravité peu commune » — Marguerite Henry-Rosier.
Henri Bremond écrit dans son Manuel de la littérature catholique « Poète admirable du cœur féminin, Amélie Murat a élevé une œuvre d'un art très sûr, d'une qualité rare, d'une parfaite noblesse. »

## Œuvre

### Poésie
- D'un cœur fervent, Paris, Sansot, 1908, 49 poèmes.
- Le Livre de Poésie, Paris, Sansot, 1912.
- Humblement, sur l'autel, Paris, Jouve, 1919.
- Bucoliques d'été, Paris, Poètes de la Renaissance du livre, 1920 (lire en ligne).
- Le Sanglot d'Ève, Garnier frères, 1923.
- Chants de Minuit, Paris, Au Pigeonnier, 1927.
- Passions, Garnier, 1929.
- Solitude, Paris, Au Pigeonnier, 1930.
- Le Rosaire de Jeanne, Aurillac, U.S.H.A., 1933.
- Le Chant de la Vie, Paris, Au Pigeonnier, 1935 (lire en ligne).
- Vivre encore, Uzès, La Cigale, 1937.
- Poésie, c'est délivrance, Paris, Au Pigeonnier, recueil posthume.

### Romans
- La Maison heureuse, Garnier frères, 1921.
- Le Rosier blanc, Bloud et Gay, 1923.
- La Bête divine, Paris, L'Artisan du Livre, 1929.

### Nouvelles parues dans la presse
- « Carnet d'un exalté », La Revue politique et littéraire,‎ septembre 1909.
- « Des Ailes plus grandes que le nid », La Revue politique et littéraire,‎ novembre 1913.
- « Entre Chien et loup », La Revue hebdomadaire,‎ 3 novembre 1917 (lire en ligne).
- « Muguet des bois », Le Gaulois,‎ 13 octobre 1923 (lire en ligne).
- « Le Collier de Faustine », L'Alsace française,‎ 20 octobre 1923 (lire en ligne).
- « Le Présage », L'Alsace française,‎ 5 janvier 1924 (lire en ligne).
- « Conte pour une veillée solitaire », Le Gaulois,‎ décembre 1924 (lire en ligne).
- « Nos Enfants jouent au parc », L'Alsace française,‎ février 1924 (lire en ligne).
- « Les Paradis perdus », L'Auvergne littéraire,‎ février 1924.
- « La Maison en feu », L'Alsace française,‎ 27 décembre 1924 (lire en ligne).
- « Vivre sans joie », La Revue politique et littéraire,‎ juillet 1933 [lire en ligne].
- « Le Printemps des malades », La Revue politique et littéraire,‎ juillet 1935 [lire en ligne][61].
- « Le Solitaire », L'Alsace française,‎ 22 septembre 1923 (lire en ligne).

### Critique littéraire
- « Les Jours reflétés par Pierre de Bouchaud », La Muse française,‎ 1925 (lire en ligne).
- « Auteuil au cours des âges par Amédée Fayol », L'Auvergne littéraire,‎ 1927.
- « Émilie Arnal et sa poésie », L'Auvergne littéraire et artistique,‎ 1929, p. 46.
- « Le Pardon des blés, par Marcel Fromenteau », L'Auvergne littéraire et artistique,‎ janvier 1931, p. 56 (lire en ligne).
- « Les dernières œuvres de Marguerite Perroy », L'Auvergne littéraire et artistique,‎ 1931, p. 55 (lire en ligne).
- « Pages auvergnates par Pierre de Nolhac », Nouvelles littéraires,‎ 30 mai 1931.
- « Pharamond par Abel Moreau », Nouvelles littéraires,‎ 2 janvier 1932 (lire en ligne).
- « Silence par Louis Lefebvre », Nouvelles littéraires,‎ 9 janvier 1932.
- « Contes philosophiques par Pierre de Nolhac », Nouvelles littéraires,‎ 6 août 1932 (lire en ligne).
- « De Minuit à sept heures par Maurice Leblanc », Nouvelles littéraires,‎ 6 août 1932, p. 3 (lire en ligne).
- « Les Contes évangéliques et noëls à travers les âges par Georges Desdevises du Dézert », L'Auvergne littéraire et artistique,‎ 1934, p. 466-467 (lire en ligne).
- « L’île du paradis et Saint François a quitté le paradis par Abel Moreau », Nouvelles littéraires,‎ 11 janvier 1936 (lire en ligne).
- « Au Fort de L'Auvergne par Henri Pourrat », Nouvelles littéraires,‎ 1er avril 1936 (lire en ligne).
- Le Secret du régisseur par Henri Franz[réf. nécessaire].
- La France et la politique économique interalliée par Étienne Clémentel[réf. nécessaire].

### Articles
- « Enquête sur la prosodie », La Muse française,‎ 10 janvier 1924 (lire en ligne).
- « Visite de villes belges », L'Alsace française,‎ 23 août 1924 (lire en ligne).
- « Pierre de Nolhac », La Muse française,‎ 10 juillet 1925 (lire en ligne).
- « Une visite à Mme Juliette Adam », Le Gaulois,‎ 13 février 1926 (lire en ligne).
- « Hommage à Alphonse Daudet », Les Cahiers d'Occident,‎ mai 1930.
- « Une présentation de l'œuvre du sculpteur Paul Paulin », L'Auvergne littéraire et artistique,‎ juin-juillet 1930 (lire en ligne).
- « Jean Ajalbert », L'Auvergne littéraire et artistique,‎ janvier 1931 (lire en ligne).
- « Jane Blanchot, modiste et sculpteur », L'Auvergne littéraire et artistique,‎ 1935.
- « Les Poètes blessés », La Revue politique et littéraire,‎ 2 février 1937 (lire en ligne).
- « Veillée de novembre », La Muse française,‎ 15 novembre 1937.
- « Cécile Périn en Provence », La Muse française,‎ 15 juin 1938.

### Contes
Du 17 janvier 1920 au 12 janvier 1923, Colette confie sa rubrique à Amélie Murat dans le quotidien Le Matin, soit 11 numéros[source insuffisante] :
- « L'Imaginatif », Le Matin,‎ 17 janvier 1920 (lire en ligne).
- « L'Écureuil », Le Matin,‎ 10 mai 1920 (lire en ligne).
- « Le Faon blessé », Le Matin,‎ 8 juillet 1920 (lire en ligne).
- « D'une Rive à l'autre », Le Matin,‎ 5 janvier 1921 (lire en ligne).
- « La Princesse à la Belle Vina », Le Matin,‎ 30 mars 1921 (lire en ligne).
- « Conquistador », Le Matin,‎ 31 mai 1921 (lire en ligne).
- « La Chèvre ensauvée », Le Matin,‎ 18 octobre 1921 (lire en ligne).
- « Le Don difficile », Le Matin,‎ 25 janvier 1922 (lire en ligne).
- « Codette et la poule du voisin », Le Matin,‎ 23 juin 1922 (lire en ligne).
- « La Souris », Le Matin,‎ 1er septembre 1922 (lire en ligne).
- « Fido », Le Matin,‎ 2 janvier 1923 (lire en ligne).

### Poésies dans la presse
- La Revue des poètes 06 06 1904 « Invocation » - juin 1910 n°5 - (autre titre) 10 mai 1911 - 07-08 juillet aout 1934 - 15 janvier 1937, collabore à la rubrique Les Livres en 1938[63].
- La Quinzaine [64]«Le Songe de Jacob », « Les Bergers à la crèche » juillet-aout 1904 p. 388 à 392 - «Nocturnes » 1904 p. 536-53  - « Le Lis », « Les Nénuphars », « Les Arbres », « Le Jet d’eau » ,« Nostalgie » mai juin 1904 - « Les Colombes », « Les Cygnes », « La Neige », « Sonnet à l'étoile » 1er septembre 1905 - « À Deux », « Bibliothèque » 10 décembre 1927.
- Les Annales politiques et littéraires La Chanson du jour 19 février 1905 - « Rondes  d’enfance » 19 décembre 1915 - « La "Geste" du roi » 4 septembre 1910 - (Rubrique Poètes de la guerre) « L'aéroplane au soleil » 11 Juin 1916 - « Les Yeux » 26 mars 1916  - « Le Salut aux blessés » 25 Mars - « Reposoirs »  5 Juin 1921 - « Petite épitaphe pour l'été »  26 09 1922 - « Un rayon de lune » 24 juin 1923.
- Le Penseur Épitaphe pour les inconnus décembre 1911 - « Des Âmes » 12 1912 - « Cailloux blancs », « Ciel de juin » juillet 1914.
- La Muse française Poétesses d'expression française (du Moyen-Âge au XXe siècle) - « Le Bateau de papier » 10 mars 1922 - « Prière de minuit » 1923.
- Je sais tout « Silhouettes d’arbres »15 02 1908.
- La Revue hebdomadaire  « Du fond de ma misère » avril 1912 - « La Vie permise » 29 janvier 1916.
- La Revue française « Incertitudes » 02 06 1912.
- Le Correspondant « Paresse » 10 avril 1912.
- Mercure de France « Le Piège » 1er mars 1912 -  Enfants à la balancelle », « L'Adagio » 1er janvier 1935.
- Le Mois littéraire et pittoresque[65] « Le Miracle des roses de Noël » 4 février 1912 - « Lettres du pays » mai 1915 - « Bonheur des vacances » septembre 1915 - « Aux Enfants qui jouent » 1er janvier 1916.
- La Plume « Souvenirs » 1913.
- Le Gaulois « Les Ressuscités » 1er novembre 1915, sur la une - « Juin de guerre » 4 juin 1916 - « Dizaine pour les oiseaux » 6 mai 1920 - « La Biche au bois » 12 septembre 1925.
- La Renaissance : politique, littéraire et artistique[66] « Matines » 13 avril 1918.
- Les Écrits Nouveaux « Feu en plein air », « Promone » avril-mai 1919, n° 16 et 17.
- L'Auvergne littéraire et artistique[67] « Paradis perdu » février 1924 - « Novembre » aout-septembre 1930 -   « Enfance fraternelle », « La Vocation », « En cas d'absence » Novembre-décembre 1931 - « Source de vie », « Culte », « Chansons pour la belle vie » janvier 1934.
- La Revue bleue « Chant pour mes chants » 1927 page 21 « Survivance » 7 janvier 1933 - « Cendres » 6 octobre 1934.

### Conférences
Quelques traces :
- 1927 Société des amis de l'Université de Clermont : « Sous la gracieuse présidence de M"" Amélie Murât, qui parla de la poésie et de son rôle dans la vie. »[68].
- 1930 Une conférence d’Amélie Murat Le Poète et la vie 5 novembre au Bon-Pasteur à Clermont : « Elle a montré très simplement, mais avec une grande précision d’exemples et d’arguments, combien cet être réputé de luxe, qu’est le poète, est cependant une des expressions les plus sensibles de l’ensemble des qualités spirituelles d’une société ou d’une époque »[69].
- 15 février 1933, Biarritz à l’Hôtel d’Angleterre[70].

### Pièces de théâtre
- Amour de page Amour de page, 1909    (Wikisource), pièce en 2 actes, 1 prologue et en vers (Fonds théâtre de l'Odéon, Paris cote Col-376)[71].

- La Cité triomphante La Cité triomphante    (Wikisource), pièce en 3 actes (Bibliothèque Nationale de France, Département des Arts du spectacle, Fonds Auguste Rondel.

### Rééditions
- Anthologie, Cercle Amélie Murat, Aurore de Roquefeuil, Marie-Thérèse Sart et Janine Le Fauconnier, 1987.
- Anthologie poétique de la Dame de Chamalières, La Pandore Quantique, 2025.

## Citations
« Amélie Murat, la première de nos poétesses d’aujourd’hui (un peu moins de génie peut-être qu’Anna de Noailles mais combien plus de talent !) » Louis Chaigne.
Amélie Murat est une fine poétesse chrétienne qui préfigure, en quelque sorte, Marie Noël. Son œuvre exprime un indiscutable talent. Il y a dans ses poèmes des questionnements éternels et l’aveu d’une âme souvent rebelle.
.« Précisément je faisais remarquer, il y a peu de temps, que les seuls livres, ou presque, qui me touchaient à quelque profondeur, parmi ceux qui paraissent aujourd'hui, étaient des livres de femmes. (...) et tout à l'heure encore, de toute une anthologie de poètes modernes, trouvés par hasard, ce qui me frappait le plus, c'étaient encore des vers d'une femme : Madame Amélie Murat. Bref, je crois que, en matière de poésie, c'est toujours de femmes que je recevrai le plus, parce qu'elles surtout y ont « le chant profond », de nos jours où la mode est ailleurs. » Henry de Montherlant.
À propos du Sanglot d’Ève, « Le pathétique des sentiments éclate dans la belle coulée de vers éloquents qui eussent réconcilié Verlaine avec l’éloquence en matière de poésie. Rarement un vers n’a pas sa totalité humaine de substance pensée ou sentiment et jamais aucun ne déçoit par la faiblesse de l’art et la vanité du trait. Cette poésie drue et lumineuse fait d'Amélie Murat non seulement l'un des meilleurs poètes d'aujourd'hui, mais l'un de ceux qui sans rien trahir des mérites féminins et des particularités du sexe, donnent au terme de « viril » toute sa portée morale. » Hector Talvart.
« Il nous a suffi de lire, un beau jour, quelques vers d’Amélie Murat pour que cette poétesse s’imposât immédiatement à notre sympathie. C’est qu’elle n’écrit pas pour la galerie ; nous sentons que, douée d’une âme exceptionnellement sincère, elle chante parce qu’elle n’eut pu vivre sans chanter, parce qu’elle est née pour cette tâche sacrée. En outre, formée à la bonne école, Amélie Murat connait toutes les ressources de son art, bannit les fautes de gout, et, grâce à son instinct de la mesure, demeure profondément humaine, quelque intimes que soient les joies et les douleurs dont elle nous fait l’aveu. » Albert Marchon.
« Le talent de Mlle Murât est oratoire et pathétique ; il est de tradition latine et française (...) œuvre d'harmonie. Logique des idées et des sentiments (...) éloquence du style et plénitude des vers.  À un spiritualisme très ferme, qui est de nature et d'éducation, s'allie une sensualité délicate, une sensualité d'artiste. L'élévation d'une pensée toute nourrie de foi, la foi catholique, n'empêche pas que le poète ait le sentiment de la nature, le goût des tendresses humaines, et n'accepte l'apport de l'âme païenne en ce qu'elle a de beau et d'éternel. La perfection de la forme, l'abondante floraison d'images qui revêt de magnificence une pensée habituellement sévère et un souffle de passion contenue qui anime en profondeur, qui embrase intérieurement tant de poèmes. » Frédéric Plessis.
« La poésie de Mme Amélie Murat ne se distingue pas seulement (de celle de Mme de Noailles, par exemple), par le classicisme de la forme, la clarté et la netteté de l’expression, mais surtout par l’élévation, la noblesse des sentiments et des pensées qu’elle exprime généralement. »